# Whitney Myers
Whitney Myers (ur. 8 września 1984 w Oxford) - była amerykańska pływaczka, specjalizująca się w stylu dowolnym, motylkowym i zmiennym.
Mistrzyni świata w sztafecie 4 x 200 m stylem dowolnym. Mistrzyni Pacyfiku na 200 m stylem zmiennym.